# 羽珊藻属
羽珊藻属为珊瑚藻科的一个属。该属的模式种为羽珊藻（Alatocladia modesta ）。分布于中国辽宁、浙江、台湾；日本南部；韩国；俄罗斯堪察加半岛等。

## 下属物种
中国2种，历史记录2种，全球共2种。
- 羽珊藻 Alatocladia modesta (Yendo) H.W. Johansen, 1969
- 叶索羽珊藻 Alatocladia yessoensis (Yendo) P.W.Gabrielson, K.A. Miller & Martone, 2011